# The Crystal Method
The Crystal Method es un dúo de música electrónica que se formó originalmente por miembros de Las Vegas, Nevada en Los Ángeles, California en la década de 1990. Se compone de Ken Jordan y Scott Kirkland. El dúo es conocido por sus actuaciones en directo y porque muchas de sus canciones aparecen en películas, programas de televisión y videojuegos. Con el disco de platino situación Vegas, The Crystal Method se ha convertido en una de las mejores bandas de electro-venta en los Estados Unidos. Actualmente, Scott Kirkland es el único miembro activo, debido al retiro de Ken Jordan.

## Biografía
The Crystal Method se compone de dos miembros, Ken Jordan y Scott Kirkland. Ambos nacieron en Las Vegas, Nevada. Kirkland nació cuando su madre sólo tenía quince años. Creció escuchando la música de su madre, discoteca y música de su padre, el rock. Después de haber crecido un poco más, comenzó a escuchar Heavy metal, así como bandas como Depeche Mode. Ken Jordan también creció escuchando rock clásico y música de los 80 electrónicos.

### Primeros días (1993 - 1995)

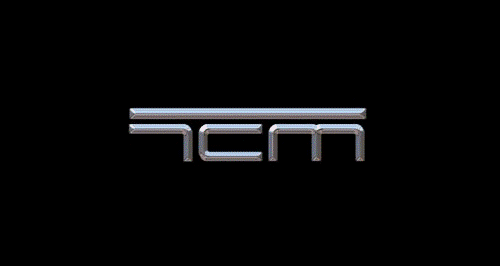
Logo de la banda.

Al principios de los 90, Ken y Scott se había mudado a Los Ángeles. Al parecer, Ken Scott había conocido en un club en el que fue a cantar. Antes de que The Crystal Method se formó, Ken estaba trabajando en un estudio como productor, y Scott era un DJ en un club local. Después de que se conocieron, y formaron The Crystal Method en 1993. El nombre, "The Crystal Method" es conocido por ser una referencia de drogas a la Metanfetamina (crystal meth alias). El nombre en realidad deriva de una mujer llamada Crystal que tanto Ken y Scott ambos estaban enamorados de forma simultánea. Se le dijo a uno de sus amigos que estaban trabajando con los productores, un rapero, acerca de este dilema. El rapero había de acuerdo a Kirkland, dijo: "¡Ah, The Crystal Method". Ken y Scott les gustaba ese nombre, y decidió utilizarlo como nombre de la banda. Se dijo más tarde que el nombre fue también una referencia de medicamentos, y más tarde incluso el nombre de uno de sus álbumes "Tweekend" después de ella (a "Tweek" que significa usar la droga en cristal meth). Ken Jordan y Scott Kirkland, tanto han comprado una casa en Glendale (California) que tenía un refugio subterráneo en miniatura en la frente de ella. Este refugio era muy pequeña, y al parecer fue construido para la crisis de los misiles de Cuba. Ambos habían insonorizadas este espacio subterráneo pequeño, que se encontraba en el jardín delantero de la casa. Esto se convirtió en su propio pequeño estudio de grabación, en la que se registran sus tres primeros álbumes. Al refugio lo llamaron "The Bomb Shelter" al estudio de grabación.
Después de "The Bomb Shelter" se estableció, The Crystal Method y empezó a grabar música. Este hecho de la música antigua en la cinta no mucho después. Un DJ británico, llamado Justin King finalmente consiguió un asimiento de esta cinta. El rey estaba interesado en iniciar un sello discográfico que mostrará los actos de dance estadounidense y electrónica. King se unió con el escocés Stephen trasplante Melrose para formar el sello discográfico, City of Angels. La primera publicación oficial de la Ciudad de los Ángeles de la etiqueta era una canción popular de The Crystal Method, "Now is the Time". Esta canción hizo The Crystal Method una exitosa banda electrónica de metro. Finalmente, The Crystal Method se firmaron a Outpost Recordings en 1996.

### Vegas (1996 - 1998)
Después de que la banda firmó con Outpost Recordings, que comenzó a trabajar en su álbum debut. El primer sencillo lanzado por The Crystal Method, después de "Now is the Time" y último lanzamiento de la banda de la ciudad de Los Ángeles sería probablemente su más conocida. "Keep Hope Alive" fue el nombre de esta canción. "Keep Hope Alive" pronto se hizo The Crystal Method más populares. No mucho después de esta versión, The Crystal Method lanzó una canción en exclusiva para el Mortal Kombat: More Kombat soundtrack "Come2gether".
El 8 de septiembre de 1997, The Crystal Method lanzó lo que se convertiría en uno de los más vendidos y los más reconocidos discos electrónicos jamás lanzado en los Estados Unidos. Bajo el título Vegas, alcanzó el número 92 en el Billboard 200. Aunque 92o lugar es la peor jamás alcanzada por un álbum de estudio de la banda, es su mejor venta, de ser finalmente certificado disco de platino por la RIAA en 2007. La mayoría de los álbumes electrónicos no llegan a este nivel, y ha hecho Vegas The Crystal Method una de las mejores bandas de la venta electrónica en los Estados Unidos.
Vegas también ha tenido más sencillos que cualquier otro disco de The Crystal Method. 5 sencillos individuales han sido liberados del álbum, y el álbum tiene 10 pistas. Una lista completa de los sencillos de Las Vegas es: "Trip Like I Do", "Busy Child", "High Roller", "Comin 'Back", y "Keep Hope Alive". Muchas de estas canciones son las más conocidas han sido liberados por The Crystal Method, entre ellos "Trip Like I Do", "Busy Child", y "Keep Hope Alive".

### Tweekend (1999 - 2002)
El álbum de estudio de Vegas había hecho The Crystal Method una de las bandas electrónicas más populares. En 1999, la banda entró al estudio para grabar su próximo álbum de estudio, que tenía un número notablemente mayor de destacados cantantes y artistas de Las Vegas. A diferencia de Vegas, sin embargo, la banda no había lanzado ningún sencillo antes de la liberación del álbum. Segundo álbum de The Crystal Method se llama Tweekend y fue lanzado en julio de 2001. Alcanzó el N°32 en el Billboard 200, y es el álbum mejor calificada por The Crystal Method hasta la fecha. El nombre, "Tweekend" se deriva de la desaparición masiva de la costa oeste de escena rave en los últimos años 90 y principios de los 2000.
Invitados destacados del álbum incluyen Rage Against the Machine Tom Morello guitarrista, cantante de Stone Temple Pilots Scott Weiland de plomo, y otros, como Doug Grean, DJ Swamp, Ryan "Ryu" Maginn, y Julie Gallios. Tweekend generado 4 sencillos individuales: "Wild, Sweet and Cool", "Murder", "Blowout", y el más exitoso sencillo, "Name of the Game", uno de los temas más populares de The Crystal Method. Aunque Tweekend trazado y, sobre todo para un álbum electrónico, no ha recibido un premio certificadas de la RIAA.

#### Community Service
The Crystal Method solía tener un popular programa de radio llamado Community Service que en español seria "Servicio a la Comunidad" que se emitió viernes por la noche en una estación de radio, Indie 103.1 en California. El espectáculo fue conducido por Ken y Scott. Ellos tocan música electrónica que han huéspedes música electrónica, como Death in Vegas y UNKLE.
Casi un año después de la salida de Tweekend, The Crystal Method lanzó un álbum mezcla basada en el "Show Servicio a la Comunidad" de radio Este álbum se llama simplemente, Community Service. En el álbum no aparece ninguna nueva canción de estudio de The Crystal Method, pero está compuesto por remixes de bandas como POD, Rage Against the Machine, Garbage, todos puestos en un CD sin espacios en blanco. Algunas de estas mezclas se hacen por The Crystal Method, y algunas canciones en el álbum son remixes de canciones de Tweekend The Crystal Method. The Crystal Method remix de "Boom" de POD, que se encuentra en Community Service incluso se ha utilizado en el videojuego Amplitude.
Community Service trazado por ser un disco de mezclas de música electrónica continua, y golpeó más gráficos que cualquier otro álbum de estudio de The Crystal Method en el momento. Alcanzó el puesto N°160 en el Billboard 200, N°5 en los álbumes de cartas electrónicas, y N°15 en la tabla de lanzamiento independiente.

### Legion of Boom (2003 - 2005)

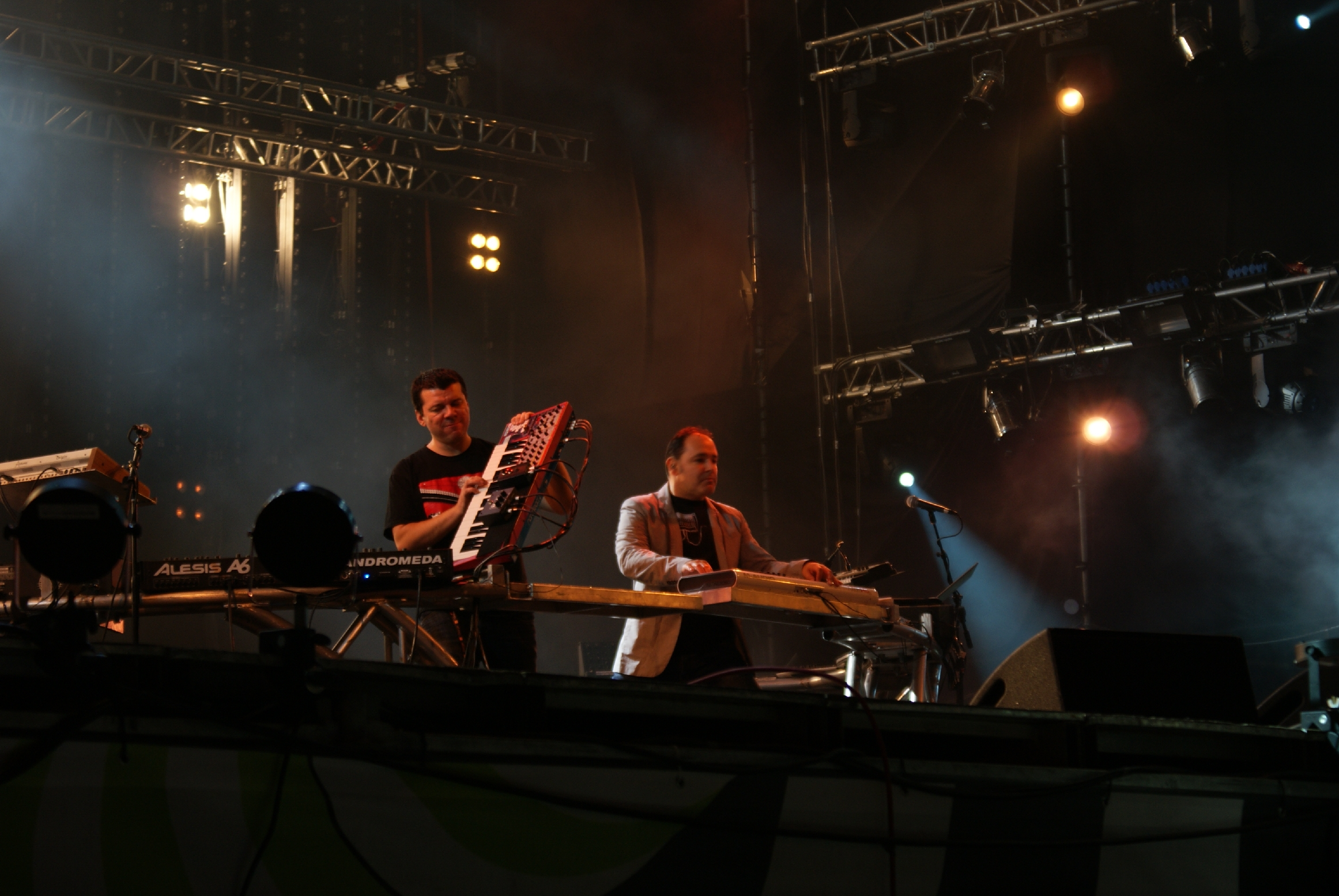
The Crystal Method en el Orange Warsaw Festival 2009.

Después de la liberación de Community Service, The Crystal Method regresó al estudio para grabar su tercer álbum, Legion of Boom. Durante la grabación de Legión de Boom, The Crystal Method utiliza la casa como su estudio de grabación en lugar de "The Bomb Shelter".
En diciembre de 2003, The Crystal Method lanzaron su primer single de Legion of Boom, llamado "Born Too Slow", y con la voz del cantante de Kyuss, John García y los guitarras de los antiguos miembros de Limp Bizkit Wes Borland. La canción más popular "Born Too Slow" se ha convertido en el grupo de la Legión de Boom, y es uno de sólo dos sencillos lanzados del álbum. Legion of Boom fue lanzado el 13 de enero de 2004, y golpeó el Billboard en el N°36. Se vendieron más de 25.000 copias en su primera semana.
El otro sencillo extraído Legion of Boom fue "Starting Over", con voz de exmiembro de The Roots, Rahzel. Aunque sólo dos singles canciones, no son populares de Legión de Boom, más reconocidos por estar en las películas y programas de televisión. "Weapons of Mass Distortion", "Bound Too Long" y "Realizer", son algunos ejemplos. La canción "I Know It's You" se ha utilizado en el tráiler de la película "Resident Evil: Extinction", e incluso incluye voz por Milla Jovovich, la actriz que interpreta al protagonista de "Resident Evil: Extinction".
En 2005, fue nominado para un Grammy en la categoría de álbumes electrónicos. Aunque Legion of Boom perdió, hay que destacar que fue el primer año en que los Grammy se había ofrecido un premio por "Mejor Electronic / Dance Album". El ganador de ese año fue de Kish Kash de Basement Jaxx.
Es también por esta época que Ken y Scott formaron su propio sello discográfico, llamado Tiny e Recordings.

#### Community Service II
El 5 de abril de 2005, The Crystal Method lanzó su secuela de Community Service, llamado  Community Service II En comparación con Community Service al álbum Community Service II recibió elogios de la crítica tibia. Alcanzó el N°31 en la lista Top Independent Albums y N°8 en el Top Electronic Albums Chart. Community Service II tiene el mismo creado por el Servicio original de la Comunidad: una mezcla continua de las canciones de la música electrónica y remixes de algunas bandas bien conocidas. Bandas populares que figuran en Community Service II incluyen The Doors, UNKLE, New Order y The Smashing Pumpkins
En aproximadamente el mismo tiempo de la liberación de Community Service II, 5 EP fue liberado en la tienda en línea iTunes. Este EP contenía un nuevo tema inédito, "badass", y también contenía las versiones de máxima longitud de pistas 8, 10, 13 y 14 de Community Service II. Este EP se llama Community Service II Exclusives, y fue tomado de la tienda iTunes no mucho después de que se han puesto. No se publicó en otra parte.

### Drive, London, and Vegas Re-release (2006-2008)
Sólo unos meses después del lanzamiento de la banda de sonido de Londres, The Crystal Method obtuvo una oferta de Nike para grabar un disco de mezclas, hecho para ayudar a la gente con sus ejercicios de marcha. The Crystal Method registró una canción de 45 minutos de largo, que se inicia lentamente, comienza a ser más rápido, y reduce la velocidad al final, que sigue el arco de una carrera de fondo típico. Después de llevar el corredor a través de un sencillo de calentamiento, los aumentos de canción en el tono y, finalmente, los picos con un segmento de rápido ritmo de la canción de 45 minutos, y trae el corredor a un enfriamiento de la canción se vuelve más lento.
Drive: Nike + Original Run fue lanzado en iTunes el 28 de junio de 2006. Aunque ha habido muchos otros álbumes Nike Sport ejercicio continuo lanzado en iTunes de otros artistas (como LCD Soundsystem y Aesop Rock), Unidad es la única que se publicará físicamente. El 26 de junio de 2007, Drive por The Crystal Method fue puesto en libertad a todas las tiendas de Best Buy, y el 5 de febrero de 2008 Drive fue puesto en libertad a todas las tiendas de discos. El disco alcanzó el N°23 en el Top Álbumes charts de electrónicas.

#### LondonSoundtrack
A principios de 2006, The Crystal Method compone su primera banda sonora original de cine, para la película, "London". Lanzado el 24 de febrero, el álbum se compone principalmente de temas instrumentales de The Crystal Method, los cuales podemos destacar "Fire to Me", que se ha utilizado en el programa de televisión The L Word y "Defective", que fue utilizado durante el Super Bowl XLI. Hay otras canciones del álbum que no fueron hechas por The Crystal Method, pero por artistas como Evil Nine, The Out Crowd, y The Perishers entre otros.
Había una canción de The Crystal Method del álbum, "Smoked" / "Glass Breaker", que sólo contenía las versiones originales de los "Smoked" y "Glass Breaker", las dos únicas canciones de London Soundtrack por The Crystal Method al tener vocales.

#### Vegas (Deluxe Edition)yNow is the Time (Vote '08 Remix)
En 2007, Vegas fue el disco de platino por la RIAA, por lo que es uno de los mejores álbumes electrónicos de venta en los Estados Unidos. Este fue también el décimo aniversario de Vegas, y The Crystal Method lo celebró lanzando una Version de Lujo de Vegas, que era un álbum doble, el primer disco que contiene el original de Vegas y el segundo disco que contiene varios remixes de canciones de Vegas, un video musical para la canción "Comin' Back", y una actuación en vivo de "Vapor Trail". Dos sencillos fueron puestos en libertad remix de Las Vegas (Deluxe Edition): "Busy Child (Sta Remix)" y "Cherry Twist (Deadmau5 Remix)". "High Roller (Myagi Remix)" es también otro tema popular lanzado desde Las Vegas (Deluxe Edition), aunque no ha sido lanzado como un sencillo.
A finales de 2008, The Crystal Method remix una vieja canción de ellos, "Now is the Time", en la celebración de las elecciones presidenciales. Se usaron muestras de un discurso de Barack Obama en lugar del original "Ahora es el turno" de la muestra (Jesse Jackson) para crear "Now is the Time (Vote '08 Remix)". "Now is the Time (Vote '08 Remix)" fue lanzado desde el sitio web The Crystal Method de forma gratuita.

### Divided by Night (2009)

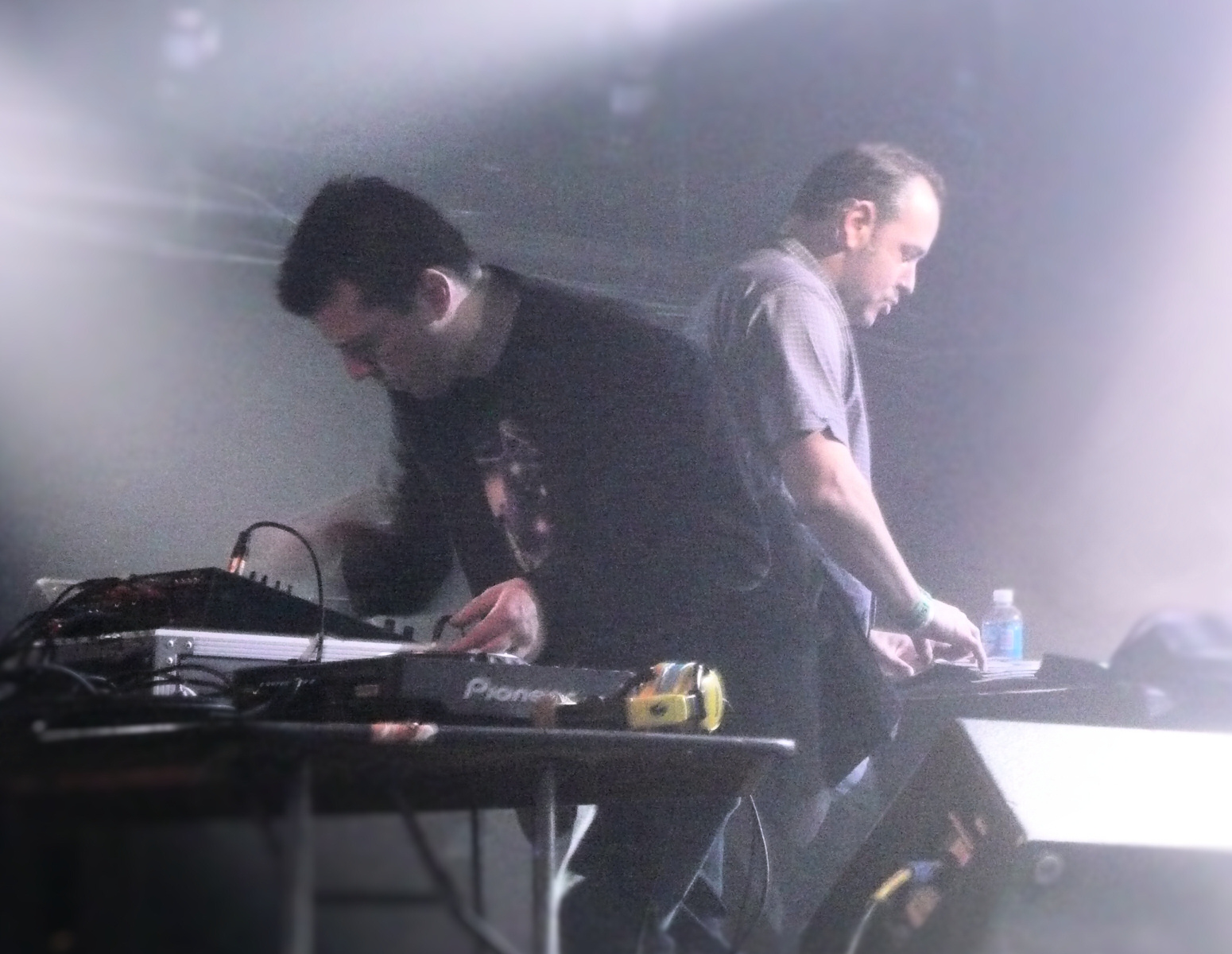
The Crystal Method en el Festival SXSW 2009.

Al parecer, después de la liberación de Legión de Boom, The Crystal Method comenzó la construcción de su propio estudio de grabación de tamaño completo. Le tomó mucho tiempo para que este nuevo estudio de grabación de vanguardia se construyera. El nombre del estudio es Crystalwerks, y se encuentra en Los Ángeles, California. Cuando esté terminado, The Crystal Method comenzó a trabajar en su cuarto álbum.
A finales de 2008, The Crystal Method, dijo que saldría con su cuarto álbum de estudio en algún momento de 2009. En diciembre de 2008, que dice que el nombre de su nuevo álbum se llamara Divided by Night y sería lanzado a mediados de 2009. Durante la misma entrevista, The Crystal Method, dijo que su nuevo single se llama "Drown in the Now" y sería característica de voz por el popular rapero de reggae judíoMatisyahu.
The Crystal Method creó un concurso de remixes de su canción "Double Down Under" una nueva canción del álbum, y no dio ninguna otra información hasta principios de 2009. Dijeron que el álbum Divided by Night se presentarán artistas invitados más destacados que cualquier otro disco. Una lista completa de los invitados que figuran en Divided by Night es: Peter Hook (de New Order), Matisyahu, Justin Warfield (de She Wants Revenge), LMFAO, Samantha Maloney, Emily Haines (de Metric), Jason Lytle (de Grandaddy), Meiko, y The Heavy en la iTunes bonus track exclusivo, "Play for Real".
El 14 de abril de 2009, The Crystal Method lanzó el sencillo "Drown in the Now" de iTunes junto con un pre-pedido para Divided by Night. A principios de mayo a mediados de junio, The Crystal Method se embarcará en él fue puesto en libertad Divided by Night Tour, su primera gira en vivo desde los principales Legion of Boom.
El 28 de abril de 2009, The Crystal Method lanzado el segundo sencillo de Divided by Night, llamado "Black Rainbows", y con la voz de la esposa de Justin Warfield, Stefanie King Warfield. Fue lanzado exclusivamente a Beatport.com.
El 5 de mayo de 2009, The Crystal Method hizo historia al asociarse con las líneas aéreas Virgin America para tener una conferencia por chat en vivo durante el vuelo a Boston, MA, para la apertura de su Tour 2009. Fanes de todo el mundo se sumaron a los de 1 hora y una sesión.
En 2015 junto con el dúo Dada Life crean la canción "Kinect" que seria usada como una de las tres bandas sonoras por Riot Games para el aspecto de DJ Sona.
Divided by Night fue lanzado oficialmente el 12 de mayo de 2009. Alcanzó el N°38 en el Billboard 200, N°2 en el top electronic albums chart, y N°4 en el top independent albums chart, siendo primer lanzamiento de estudio de The Crystal Method en su sello discográfico independiente, Tiny e. "Come Back Clean" está dispuesto a ser el siguiente sencillo.

#### X Games 3D: The Movie
Durante el Divided by Night, The Crystal Method su banda sonora compuesta en tercer lugar, junto con el compositor de la música americana, Tobias Enhus, para la banda sonora de la película Games 3D: The Movie. Enhus también ha compuesto bandas sonoras para sí mismo por títulos como Black Hawk Down, The Matrix: Path of Neo, y Spider-Man 3 (videojuego). En una entrevista, The Crystal Method, dijo que proporcionaron varias de sus canciones de la película, incluyendo "Drown in the Now", que se utilizó en el tráiler de la película. Las otras canciones que siempre se han remezclado exclusivamente para la película, como un nuevo remix de The Crystal Method primer sencillo ""Now is the Time", y varias canciones de su disco: Drive: Nike + Original Run álbumes como "It's Time". Un remix de "It's Time" es un lugar prominente en el funcionario de los X Games 3D: El sitio web de película,https://web.archive.org/web/20130718125410/http://promo.espn.go.com/espn/specialsection/xgames3dmovie/index, y es la primera canción que juega mientras se visualiza la página web, seguido de otros títulos, como "Divided by Night", del álbum del mismo nombre.
X Games 3D: The Movie, sólo se vio en los cines durante una semana, desde el 21 al 28 de agosto.

### The Crystal Method (2013 - 2015)
El dúo estaba trabajando en lo que sería su quinto álbum homónimo "The Crystal Method" y se tenía planeado lanzarse a mediados del 2013. Pero desafortunadamente, durante la producción del álbum, le detectaron a Scott un quiste aracnoideo de fosa posterior benigna en el cerebro, por lo que tuvo qué retirarse y dejar sólo a Ken en el proyecto. Por fortuna, luego de una cirugía cerebral exitosa, Kirkland regresa con Jordan y terminan el álbum, el cuál fue lanzado el 14 de enero de 2014.
Entre las canciones del álbum, destacaron "Over it" con Dia Frampton, el cuál es parte del soundtrack del videojuego de Gameloft Asphalt 8: Airborne, y "Sling the Desk", que formó parte de la banda sonora de la película francesa LUCY.
En 2015, se lanzó la versión remix del álbum, en las que sólo se remixan cuatro canciones; "Over it, Slink the Desk, Difference y Grace".

### El retiro de Ken Jordan
A inicios de 2017, Ken Jordan decide retirarse de la música y del dúo, por lo que Scott Kirkland opta por continuar en las giras y produciendo música usando el nombre de la banda.
En agosto del 2017, Scott Kirkland (ya como The Crystal Method), lanza la banda sonora del documental estadounidense Hired Gun, con la colaboración del compositor suizo Tobias Enhus.

### The Trip Home (2018-presente)
En 2018, a través de Facebook, Scott anuncia el lanzamiento del sexto álbum titulado The Trip Home (el primero sin contar con Ken Jordan), lanzando el 26 de julio el sencillo "Holy Arp". Dicho álbum será lanzado el 28 de septiembre del mismo año.

## Discografía

### Álbumes de estudio
- Vegas (1997)
- Tweekend (2001)
- Legion of Boom (2004)
- Drive: Nike + Original Run (2006)
- Divided by Night (2009)
- The Crystal Method (2014)
- The Trip Home (2018)

## Otras apariciones

### La televisión y la publicidad
El tema del título de la serie de televisión Bones se acredita a The Crystal Method. El álbum basado en la Chef Aid, del episodio de South Park, presentó un nuevo trabajo de "Vapor Trail", que incluye voces de DMX, Ol' Dirty Bastard, Ozzy Osbourne, y Fuzzbubble. La canción pasó a llamarse "Nowhere to Run" o algunas veces "Nowhere to Run (Vapor Trail)." Del episodio 13, los programas de televisión populares Alias y CSI: Crime Scene Investigation, Los "Starting Over" de Legion of Boom. También estaban en Dark Angel ( "Name of the Game", "Roll It Up") y el tema musical de "Third Watch" era "Keep Hope Alive" de su álbum de Vegas. La canción "Comin' Back" se pudo escuchar en el primer y tercer episodio de la serie El Cuervo Escalera al cielo. La canción "Trip Like I Do" fue presentado en un episodio de House durante una escena rave (Temporada 1, Episodio 10 - Historias), y también fue presentado en un tráiler de "The Matrix". La canción "Vicepresidente" se utilizó en el segundo episodio de la quinta temporada de House. El tema "Busy Child", también aparece en un anuncio de 1998, por The Gap que aparece patinadores, mientras que la canción "High Roller" se utilizó ese año en un anuncio de la segunda generación del Mazda MX-5 Miata, así como en el 2008 Lincoln coche comercial. El tema "Name of the Game" también ha sido utilizado como música de la introducción de actuaciones en vivo de El mago The Amazing Johnathan e incluso en los anuncios de Hummer. Además, "Weapons of Mass Distortion" se utilizó en el tráiler de The Bourne Ultimatum. Los United States Air Force Thunderbirds de demostración Thunderbirds chorro un equipo que también utiliza en la actualidad "High Roller" como música de fondo mientras la tripulación pre-flights los aviones lo utilizan durante el comienzo de su show.

## Instrumentos
The Crystal Method utiliza una amplia gama de equipos, con el Clavia Nord Lead está más estrechamente relacionada con su estilo y sonido. Era la principal fuente de sonido de su primer álbum de Vegas